# Rothenbuch
Rothenbuch település Németországban, azon belül Bajorországban. Lakosainak száma 1744 fő (2023. december 31.). Rothenbuch Rothenbucher Forst és Fürstlich Löwensteinscher Park községekkel határos.

## Népesség
A település népessége az elmúlt években az alábbi módon változott:
| Lakosok száma | 1119 | 1447 | 1595 | 1709 | 1742 | 1744 | 1754 | 1772 | 1759 | 1744 |
|               | 1875 | 1950 | 1975 | 2011 | 2013 | 2014 | 2016 | 2018 | 2021 | 2023 |